# 雷州路
雷州路，元朝时设置的路。
至元十七年（1280年）改雷州安抚司置，治所在海康县（今广东省雷州市）。辖境有今广东省湛江、雷州、遂溪、徐闻等市县地。属湖广等处行中书省海北海南道宣慰司。明朝洪武元年（1368年）改为府。 